# Зелена картка

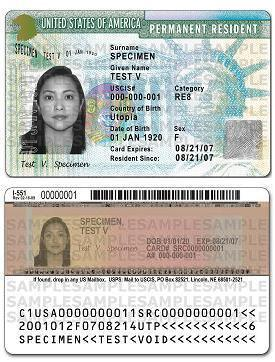
Ґринкард з обох боків

Зелена картка, грин-кард також ґринкард (англ. green card; повна офіційна назва: United States Permanent Resident Card) — посвідчення особи або так названа ідентифікаційна картка, що підтверджує наявність дозволу на проживання у США людини, що не є громадянином США, але постійно проживає на території США, картка надає право працевлаштування на всій території цієї країни. Грин-карди нового зразку знову стануть зеленими. Тепер зелені картки будуть виправдовувати свою назву. Останній раз зеленими грин-карди були більш ніж 45 років тому. Зелена картка видається після достатньо довгого і дороговартісного процесу збору документів та подачі необхідних заяв і лише по прибуттю на територію США.

## Основні способи отримання дозволу на проживання
- возз'єднання сімей;
- укладання шлюбу з громадянином США;
- запрошення на роботу від американського роботодавця;
- Диверсифікаційна візова лотерея.

В останній час кількість заявок на отримання дозволу на проживання в США складає до 3 мільйонів осіб в рік, при середньому терміні задоволення заяви, що досягає 0,5-10 років через різке збільшення заяв громадян із країн з великою кількістю населення, особливо Індії, Китаю, Мексики та Філіппін. Квота на країну не повинна перевищувати 7 % від загальної кількості іммігрантів у категорії.

## Лотерея
Можливість проживання можна виграти через участь в особливій інтернет-лотереї (Диверсифікаційна лотерея, DV), яка щороку проводиться урядом США. Одна з цілей лотереї — заохочення до імміграції у США людей з країн, іммігранти з яких в США майже не представлені. Понад 6,4 мільйона осіб подали заяви на участь в лотереї 2008 року. Враховуючи членів сімей заявників, загальна кількість учасників досягла 10 мільйонів осіб. Основна маса з них — жителі з країн, що розвиваються: з Африки (41 %),  Азії (38 %), 19 % з Європи, 2 % з Південної Америки. На перше місце вийшла країна Бангладеш з 1,7 млн заявників, за нею — Нігерія з 684 тисячами. Уродженці країн з великим представництвом іммігрантів, а саме Бразилії, КНР, Колумбії, Домініканської Республіки, Еквадору, Сальвадору, Гватемали, Гаїті, Індії, Ямайки, Мексики, Пакистану, Філіппін, Перу, Польщі, Південної Кореї, Канади й Великої Британії (крім Північної Ірландії) та її колоній, В'єтнаму в лотереї участі не брали, тому що число іммігрантів з цих країн за останні 5 років перевищує 50 тисяч осіб. Росія була знов допущена до участі в лотереї у 2008 (DV-2010).